# 越前一向一揆
越前一向一揆（えちぜんいっこういっき）は、天正年間に越前国に起きた一向一揆のこと。
天正2年（1574年）に越前国で発生した富田長繁対石山本願寺と結託して一向一揆となった土一揆との戦いと、天正3年（1575年）8月から9月にかけて行なわれた織田信長対一向一揆の戦いとに区別して解説する。

## 1574年

### 発端
天正元年（1573年）8月、織田信長の越前侵攻により朝倉義景は攻め滅ぼされ、朝倉氏の旧臣の多くが信長に降伏して臣従することにより、旧領を安堵された。信長は朝倉攻めで道案内役を務めた桂田長俊（前波吉継）を越前「守護代」に任命し、事実上、越前の行政・軍事を担当させた。しかし朝倉氏の中で特に重臣でもなかった長俊が守護代に任命されたことを他の朝倉氏旧臣は快く思わなかった。特に富田長繁などは長俊と朝倉家臣時代からの犬猿の仲であったため、長俊を敵視するようになった。
さらに桂田はこれら元同格の者たちに対して無礼で尊大な態度を取ったため、天正2年（1574年）1月、ついに富田長繁は長俊を滅ぼそうと考え越前中の村々の有力者と談合し、反桂田の土一揆を発生させた。

### 戦況
1月19日、長繁は自ら一揆衆の大将として出陣し、一乗谷城の攻略に取り掛かった。城主・桂田長俊はこの時失明していて指揮が執れず、さらに一揆の兵力が3万以上と大軍だったことや、長繁の腹心である毛屋猪介の活躍もあり、さしたる抵抗もできないまま討死した。息子の新七郎ら一族は城外に逃亡したが、翌20日には捕捉されて皆殺しにされた。
一揆衆は1月21日には信長が府中の旧朝倉土佐守館に置いていた3人の奉行、木下祐久・津田元嘉・三沢秀次（溝尾茂朝）を攻めたが、安居景健（朝倉景健）が間に入って調停をしたため和睦。3人は越前を出て岐阜に向かった。
1月24日、長繁はさらに策謀を巡らし、桂田成敗の宴を開くと称して有力者である魚住景固を自らの居城である龍門寺城に招き、次男の魚住彦四郎もろとも謀殺した。翌日には鳥羽野城を攻めて景固の嫡男彦三郎も討ち取って魚住一族を滅亡させた。しかし、敵対関係になかった魚住一族を無闇に滅亡に追い込んだことで、一揆衆の長繁に対する不信感が生じたという。加えて同時期、長繁が信長に対して自らの越前守護任命と引き換えに実弟を人質を差し出して恭順する、と誼を通じたという風聞が立ったこともそれに拍車をかける結果となった（『越州軍記』）。
そして、一揆衆は長繁と手を切り、加賀国から一向一揆の指導者である七里頼周や杉浦玄任を招き、自勢力の首領とした。杉浦玄任は坊官でありながら越中において、総大将として一揆軍を率い、上杉謙信と戦った武将であった。尻垂坂の戦いでは謙信に敗れたが、五福山や日宮城で上杉方に勝利を収めていた他、朝倉義景とも戦っており、実績も十分であった。一揆衆の中に相当数の浄土真宗本願寺教団（一向宗）の門徒がおり、彼らの意見が通ったのである。こうして富田長繁を大将とする土一揆は、そのまま七里頼周を大将とする一向一揆に変貌した。
2月13日、一揆勢は先制攻撃をかけ、長繁の家臣である増井甚内助が守る片山館、毛屋猪介が守る旧朝倉土佐守館などを攻略、2人を滅ぼした。2月16日には長繁も反撃に出、帆山河原の一揆勢3万をわずか700の兵で敗走させている。
翌2月17日には長繁は府中の町衆や一向一揆の指導的立場にある浄土真宗本願寺派（一向宗）と対立する真宗高田派（専修寺派）・真宗三門徒派等と手を結び、北ノ庄城の奪取を狙い北上。対して、七里頼周と杉浦玄任も長繁を討つべく北ノ庄方面より集められた一揆勢5万人を差し向け、両者は浅水の辺りで激突した。このとき、長繁勢は一揆衆より兵力では圧倒的に劣勢であったが奮戦して一揆勢の先鋒を崩壊させ、潰走する一揆勢を散々に打ち破った（『越州軍記』）。次いで17日夕刻、長繁は浅水の合戦に参戦せず傍観していた安居景健、朝倉景胤らを敵対者と見なし、彼らの拠る長泉寺山の砦に攻撃を仕掛けた。しかし、一揆衆との合戦の影響で疲弊した長繁勢はさしたる戦果を挙げられなかった。長繁は翌18日に再度総攻撃を下知したものの、無謀な合戦を強いる長繁に対して配下の不満と不信が高まり、18日早朝からの合戦の最中、長繁は配下の小林吉隆に裏切られ、背後から鉄砲で撃たれて討死、長繁勢は瓦解した。その首は19日、一揆軍の司令官の一人である杉浦玄任の陣に届き、竜沢寺で首実検が行われた。またこの日、一揆勢は白山信仰の拠点であった豊原寺を降伏させて味方につけている。
4月に入ると、一揆衆の攻撃は勢いを増し溝江城（別名金津城、溝江館）を落城させ、溝江景逸と溝江長逸ら溝江氏一族は舎弟の妙隆寺弁栄、明円坊印海、宗性坊、東前寺英勝および小泉藤左衛門、藤崎内蔵助、市川佐助らとともに自害して果てた（長逸の一子、溝江長澄だけは溝江城から脱出した）。
4月14日、一揆勢は土橋信鏡（朝倉景鏡）の居城である亥山城を攻撃、信鏡は城を捨てて平泉寺に立て籠もったが、平泉寺は放火されて衆徒も壊滅。信鏡は逃亡を図ったものの、最期はわずかな家臣とともに敵中に突撃、討死した（『 朝倉始末記』）。
5月には織田城の織田景綱（朝倉景綱）を攻撃する。景綱も奮戦したが寡兵であったことから夜陰に乗じて家臣を見捨て、妻子だけを連れて敦賀に逃走した。こうして、朝倉旧臣団は一向一揆に通じた安居景健、朝倉景胤など一部の将を除いてことごとく滅ぼされ、越前も加賀に続いて「百姓の持ちたる国」となった。

### 結果・影響
この結果、信長は越前を失陥することになった、しかし、当時織田氏は武田氏、長島一向一揆、大坂の石山本願寺など他の敵対勢力との抗争に忙殺されており、すぐに失地回復のための討伐軍を派兵することは不可能であった。
ところが、七里頼周や新しい越前の領主として石山本願寺から派遣された下間頼照ら坊官の政治は、越前の豪族や寺社勢力、領民の期待に沿うような善政ではなかった。下間らは自らの私利私欲を満たすため、織田氏との臨戦体制下であるという大義名分のもと、桂田長俊以上の重税や賦役を彼らに課した。このため、下間らの統治に不満を抱く層による一揆内一揆が発生、一揆勢は内部から崩壊し始めた。

## 1575年

### 発端
前述のとおり、顕如が越前「守護」として派遣した下間頼照や大野郡司の杉浦玄任、足羽郡司の下間頼俊、府中郡司の七里頼周ら大坊主らは、討伐した朝倉氏旧臣の領地を独占し、さらに織田軍との臨戦態勢下にあると称して、重税や過酷な賦役を越前在地の国人衆や民衆に課すなど悪政を敷いた。このため、越前における天台宗や真言宗らが反発し、真宗高田派（専修寺派）をはじめ国人衆や民衆、遂には越前の一向門徒までもが反発。天正3年（1575年）頃から、一揆衆は内部から崩壊しつつあった。
一方、信長はこの年から領国全域で道路や橋を整備するなど、各地での戦いに備えていた。そして5月には武田勝頼との合戦に大勝（長篠の戦い）、余裕の生じた信長は越前の一向一揆の分裂を好機ととらえ、越前への侵攻を決める。
信長は8月12日に岐阜を出発し、翌13日に羽柴秀吉の守る小谷城に宿泊。ここで小谷城から兵糧を出し、全軍に配った。14日、織田軍は敦賀城に入った。
一揆勢の配置は以下だったという。
- 板取城　　下間頼俊と加賀・越前の一揆勢
- 木目峠　　石田西光寺と一揆勢
- 鉢伏城　　専修寺の住持、阿波賀三郎・与三兄弟、越前衆
- 今城・火燧城　　下間頼照
- 大良越・杉津城　大塩の円強寺衆と加賀衆
- 海岸に新しく作られた城　若林長門守・甚七郎父子と越前衆
- 府中・竜門寺　　三宅権丞

このほか、西国の一揆勢も加わっていたという。
8月15日、風雨の強い日であったが、織田軍は大良（福井県南条郡南越前町）を越え、越前に乱入した。
信長率いる織田軍は3万余。武将は佐久間信盛、柴田勝家、滝川一益、羽柴秀吉、明智光秀、丹羽長秀、佐々成政、前田利家、簗田広正、細川藤孝、塙直政、蜂屋頼隆、荒木村重、稲葉良通（一鉄）・稲葉貞通、氏家直昌、安藤守就、磯野員昌、阿閉貞征・阿閉貞大、不破光治・不破直光、武藤舜秀、神戸信孝、津田信澄、織田信包、北畠信雄（伊勢衆）、金森長近、原長頼が動員された。また軍勢の最前列には、越前衆のうち坊官の悪政に反発し織田勢に寝返った国人や浪人、宗徒が配置された。
これと会わせて、海上からは水軍数百艘が進んだ。若狭の粟屋越中守、逸見駿河守、粟屋弥四郎、内藤筑前、熊谷伝左衛門、山県下野守、白井、松宮、寺井、香川、畑田、そして丹後の一色義道・矢野・大島対馬守・桜井豊前守が動員された。これら水軍は浦や港に上陸し、あちこちに放火した。
対する一向一揆側は、円強寺勢と若林長門守親子が攻撃してきたが、羽柴秀吉・明智光秀が簡単に打ち破った。羽柴隊・明智隊は200～300人ほどを討ち取ると、彼らの居城である大良越・杉津城および海岸の新城に乗り込み、焼き払った。討ち取った首はその日のうちに敦賀の信長に届けられた。
この日の夜、織田勢は府中竜門寺に夜襲をかけ、近辺に放火した。背後を攻撃された木目峠・鉢伏城・今城・火燧城の一揆勢は驚き、府中に退却していったが、府中では羽柴秀吉・明智光秀が待ち受けており、2000余りが討ち取られた。この時、鉢伏城に拠った杉浦玄任は討死、城将の阿波賀三郎・与三兄弟は降伏して許しを求めたが、信長は許さず塙直政に命じて殺害した。
8月15日、織田軍は杉津城に攻撃を開始する。この城は大塩円強寺と堀江景忠が守っていたが、織田の大軍が来襲してきたことを知ると、景忠は森田三左衛門や堺図書助らとともに内応して織田勢に寝返った。これを受けて、板取城の下間頼俊、火裡城の下間頼照、そして今庄の七里頼周は逃亡。一向一揆指導部は完全に崩壊し、一揆衆は組織的な抵抗が不可能な状況に陥った。
16日、信長は馬廻をはじめとした兵1万を率いて敦賀を出発し、府中竜門寺に布陣すると、今城に福田三河守を入れて通行路を確保させた。
下間頼俊、下間頼照、専修寺の住持らは越前の山中に逃亡・潜伏したが、一揆衆の不利を悟って織田方に寝返った安居景健に殺害された。景健は下間らの首級を持参して信長に赦免を請うたが許されず、自害を命じられた。この時、景健の家臣の金子新丞父子・山内源右衛門ら3人が切腹して殉死した（信長公記）。
18日、柴田勝家・丹羽長秀・津田信澄の3人が鳥羽城を攻撃し、敵勢500～600を討ち取って陥落させた。金森長近、原長頼は美濃口から根尾～徳山経由で大野郡へ入り、杉浦玄任の軍を壊滅させ、数箇所の小さな城を落として一揆衆多数を斬り捨て、諸口へ放火した。杉浦玄任はここで戦死したとも、落ち延びたともされる。
一揆は完全に崩壊し、一揆衆は混乱の中取るものも取りあえず右往左往しながら山中へ逃げていった。しかし信長は殲滅の手をゆるめず、「山林を探し、居所が分かり次第、男女を問わず斬り捨てよ」と命じた。
一連の合戦の後、一揆衆は降伏した1万2250人以上が処刑された。さらに奴隷として尾張や美濃に送られた数は3万から4万余に上るとされる。
9月2日には一向一揆の味方をしたことを問われた豊原寺が全山の焼き討ちを受けた。
こうして、越前から一向衆は完全に駆逐された。また、1932年（昭和7年）に小丸城跡（武生市、現在の越前市の一部）から発見された瓦に、5月24日（1576年（天正4年）のと比定される）に前田利家が一揆衆千人ばかりを磔、釜茹でにしたことを後世に記録して置く、という内容の書き置きがある。

### 戦後処理
信長は越前8郡75万石を柴田勝家に与え、北ノ庄城主に命じた。越前府中10万石は前田利家・佐々成政・不破光治に均等に与えられ、府中三人衆として勝家の補佐・監視役を担った。また、大野3万石は金森長近に、2万石は原長頼に与えられた。また、信長は越前国掟を作っている。
こうして、柴田勝家を頂点とする織田家の北陸方面における支配体制が確立した。

### 影響
この戦いは、織田信長の大勝であったと同時に、あらためて信長の武威を示す戦いともなった。また、この一件で石山本願寺中央からの指導があまり地方には深く及んでいないことも露見した。その後、隣国加賀の一向一揆も天正8年（1580年）までに織田軍に一部を除いてあらかた討伐され、越前一向一揆の指導者で唯一難を逃れて加賀へ逃亡していた七里頼周もこの時処断されたという。